# ユーコン・クエスト

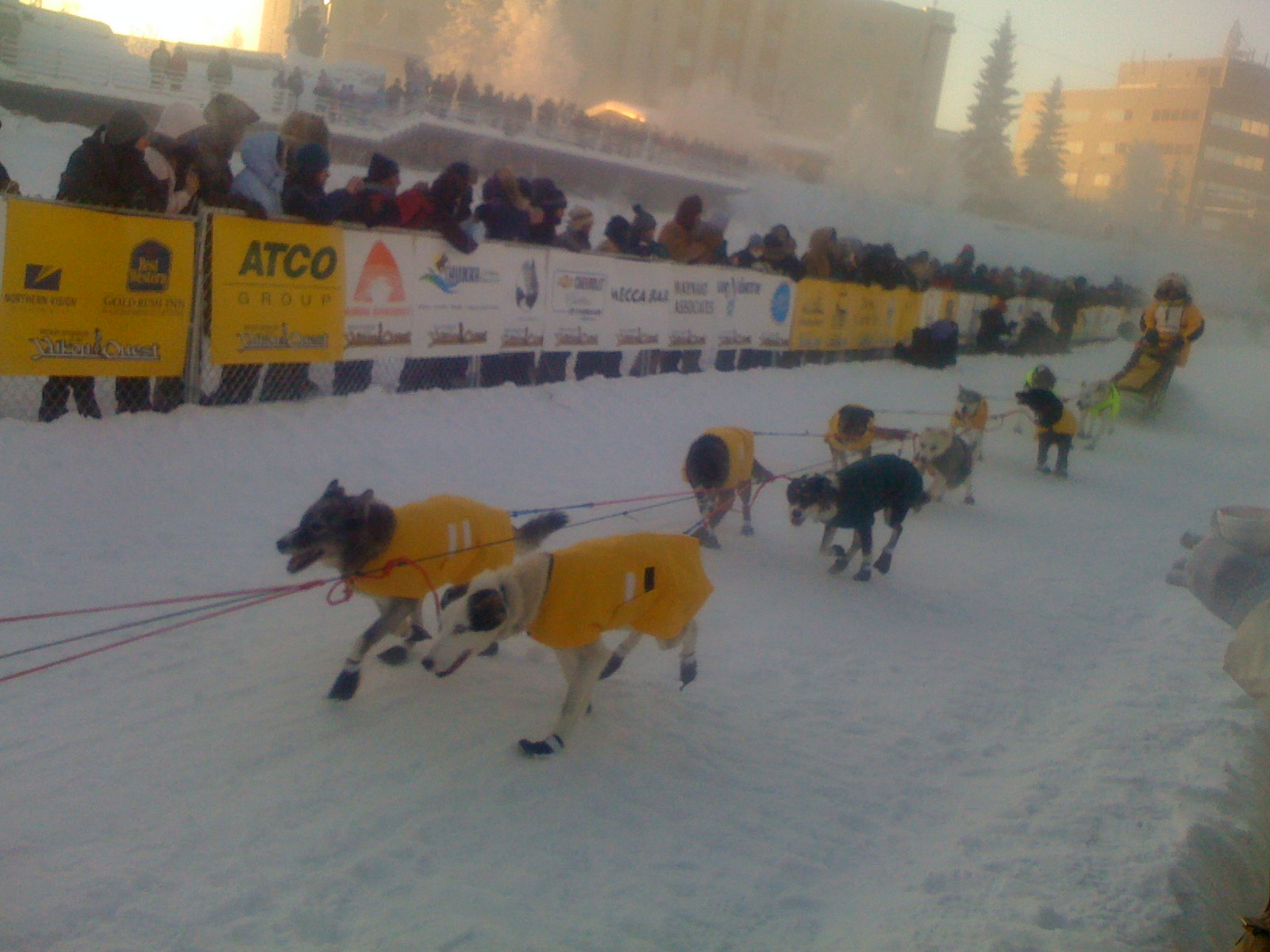
2008年のユーコン・クエスト

ユーコン・クエスト1000マイル国際イヌぞりレース（Yukon Quest 1,000-mile International Sled Dog Race）、または単にユーコン・クエストは、カナダユーコン準州とアメリカアラスカ州で毎年2月に開催される犬ぞりレースである。1984年より開催されている。ホワイトホースとフェアバンクス間（出発地と到着地は1年ごとに入れ替わる）の1000マイルの距離を早く移動できるかを競う。
日本人の舟津圭三は1997年に出場し、5位の成績を残している。